# 1998 UQ16
1998 UQ16 är en trojansk asteroid i Jupiters lagrangepunkt L4. Den upptäcktes 26 oktober 1998 av den kroatiska astronomen Korado Korlević vid Višnjan-observatoriet.
Asteroiden har en diameter på ungefär 28 kilometer.